# Гофицкий район
Гофицкий район — административно-территориальная единица в составе Ставропольского края РСФСР, существовавшая в 1935—1953 годах.
Административный центр — село Гофицкое.

## История
На основании постановления ВЦИК от 23.01.1935 был образован Гофицкий район в составе Северо-Кавказского края.
Состав района (по состоянию на 01.01.1939):
- Гофицкий сельсовет
  - село Гофицкое
  - хутор Гриднев
  - хутор Пролетарская Воля
- Высоцкий сельсовет
  - село Высоцкое
  - хутор Амировский
  - хутор Крутинский
  - хутор Угольный
  - хутор Черкесский
- Дон-Балковский сельсовет
  - село Донская Балка
  - хутор Бурцовка
  - хутор Лушников
  - хутор Солёное Озеро
- Сухо-Буйволинский сельсовет
  - село Сухая Буйвола
  - поселок МТС
  - хутор Свинная балка
- Просянский сельсовет
  - Просянка
- Ореховский сельсовет
  - село Ореховка
  - хутор Козинка
- Грушевский сельсовет
  - Грушевское

Указом Президиума Верховного Совета РСФСР от 28 ноября 1939 года хутор Солёное Озеро перечислен в состав Петровского района.
Указом Президиума Верховного Совета РСФСР от 20 августа 1953 Гофицкий район упразднен, а сельсоветы переданы в состав Петровского района.